# Солезино
Солезино (итал. Solesino) је насеље у Италији у округу Падова, региону Венето.
Према процени из 2011. у насељу је живело 6794 становника. Насеље се налази на надморској висини од 4 м.

## Становништво
Према резултатима пописа становништва 2011. у општини је живело 7.180 становника.
| 1931. | 1936. | 1951. | 1961. | 1971. | 1981. | 1991. | 2001. | 2011. |
| ----- | ----- | ----- | ----- | ----- | ----- | ----- | ----- | ----- |
| 5.088 | 5.429 | 6.085 | 6.079 | 6.830 | 7.144 | 7.022 | 7.071 | 7.180 |